# Zigmas Zinkevičius

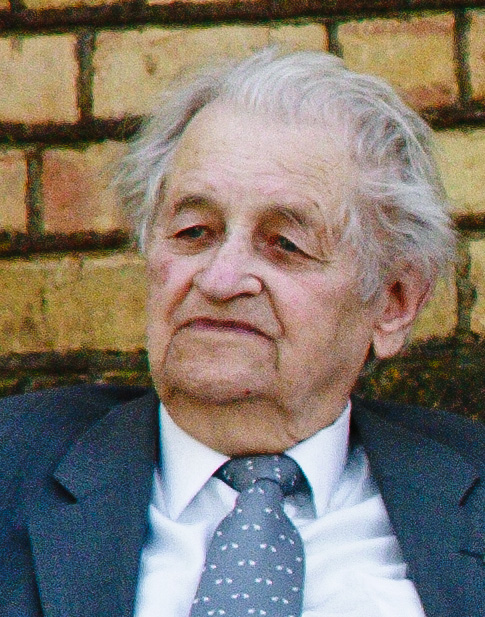
Zigmas Zinkevičius (2010)

Zigmas Zinkevičius (* 4. Januar 1925 in Juodausiai, Rajongemeinde Ukmergė; † 20. Februar 2018 in Vilnius) war ein litauischer Baltist und Dialektologe.

## Leben
Von 1939 bis 1945 lernte Zigmas Zinkevičius im Gymnasium Ukmergė und von 1945 bis 1950 an der Fakultät für Geschichte und Philologie der Vilniaus universitetas (VU) in Vilnius. Seit 1946 arbeitete er am Lehrstuhl für litauische Sprache, seit 1950 lehrte an der VU, von 1951 bis 1956 am Vilniaus pedagoginis institutas. Bekannt wurde Zinkevičius in der Baltistik auch, weil er ein Polnisch-Jatwingisches Wörterverzeichnis der untergegangenen jatwingischen Sprache in der Baltistik bekannt machte, das ihm der Finder Wjatscheslaw Sinow trotz Verlust des Originals vorstellte. Diese Wortliste unter dem Titel Pogańske gwary z Narewu wird heute in der Baltistik zur großen Mehrheit als echtes und auch wertvollstes Relikt des nur fragmentarisch bekannten Jatwingischen eingeschätzt. Von 1995 bis 1996 war er Direktor am Lietuvių kalbos institutas und von 1996 bis 1998  Bildungsminister Litauens im Kabinett Vagnorius II.
Seine Schwester ist Ona Zinkevičiūtė-Kondratienė (* 1931), habilitierte Geologin.

## Ehrungen
- 1991: Ehrendoktor der Universität Lettlands
- 1994: Ehrendoktor der Vytauto Didžiojo universitetas
- 1994: Herder-Preis
- 2012: Ehrenbürger der Rajongemeinde Ukmergė
- Auswärtiges Mitglied der Norwegischen Akademie der Wissenschaften